# Ampelocissus
- Commons
- Wikispecies

Ampelocissus é um género botânico pertencente à família Vitaceae.

## Sinonímia
- Botria Lour.
- Clematicissus Planch.

## Espécies
- Ampelocissus abyssinica
- Ampelocissus acapulcensis
- Ampelocissus acetosa
- Ampelocissus aculeata
- Ampelocissus aesculifolia
- Lista completa